# Chapelle (Svizzera)
Chapelle (toponimo francese; ufficialmente Chapelle (Glâne), fino al 1953 Chapelle-sur-Gillarens) è un comune svizzero di 278 abitanti del Canton Friburgo, nel distretto della Glâne.

## Monumenti e luoghi d'interesse
- Cappella cattolica di Notre-Dame des Champs, eretta nel 1300 circa e ricostruita nel 1518[1].

## Società

### Evoluzione demografica
L'evoluzione demografica è riportata nella seguente tabella:
Abitanti censiti

## Amministrazione
Ogni famiglia originaria del luogo fa parte del comune patriziale che ha la responsabilità della manutenzione di ogni bene comune.